# Brown (zespół muzyczny)
Brown – polski zespół rockowy założony w styczniu 2001 w Rzeszowie.
Zespół przygotowuje się do wydania 3 płyty "Po nieboskłonie", zawierającej 11 kompozycji. W marcu 2013 Marcin Barański opuścił zespół. 21 kwietnia do zespołu dołączył Piotr Jaskółka. 11 marca 2020 r. BROWN poinformował o zawieszeniu działalności.

## Członkowie

### Obecni
Robert Wójcicki - gitara basowa
- Marcin Sułek - wokal
- Paweł Rączy - gitara
- Dariusz Łebek - gitara
- Piotr Jaskółka - gitara basowa (od 2013)
- Łukasz Rączy - perkusja

### Byli członkowie
- Marcin Barański - gitara basowa (2001-2013)
- Dominika Kobiałka - wokal (od 2001 (?))

## Dyskografia
- Brown (2005)
- Półświatło (2009)[8]
- Po nieboskłonie (2013)
- Trzy Słońca (2018)

## Nagrody i wyróżnienia
- laureat Nagrody Publiczności, nagrody dla najlepszego gitarzysty (Paweł Rączy) i nagrody dla najlepszego wokalisty (Marcin Sułek) na festiwalu Union Of Rock 2007 w Węgorzewie[9]
- Nagroda Muzyczna Polskiego Radia Rzeszów – Podkarpacka Płyta Roku Werbel 2009 za płytę Półświatło[10]